# Libwww
Libwww﹝Library World Wide Web﹞，是一個高度模組化用戶端的網路应用程序接口，用C語言寫成，可在UNIX操作系统和Windows操作系统上運行。
Libwww的目的是作為協定實驗的測試平台，使軟件開發人員不必“重新發明車輪”。

## 歷史
1991年和1992年，蒂姆·伯納斯-李和CERN的一名學生揚-弗朗索瓦·格羅夫利用可攜式C代碼重寫了NeXTSTEP作業系統原始的WorldWideWeb瀏覽器各種組件，用於展示全球資訊網的潛力。最初，Libwww被稱為Common Library，無法作為單獨的產品使用。在Libwww普及使用之前，整合在CERN程式庫中。1993年5月伯納斯-李宣布，Common Library稱為Libwww，並被授權為公有領域，以鼓勵網頁瀏覽器的開發。他最初考慮在GNU通用公共授權條款下發佈軟體，而不是公有領域，由於擔心像IBM等大型公司會被GPL的限制而不敢使用，所以決定不這麼做。函式庫早期的快速發展導致了羅伯特·卡里奧整合到他的MacWWW瀏覽器中出現了問題。
從1994年11月25日（版本2.17）開始亨利克·弗里斯蒂克·尼耳森負責Libwww。1995年3月21日，隨著版本3.0發布，CERN將Libwww移至全球資訊網協會（W3C）管理。從1995年起，Line Mode Browser不再單獨發布，而是Libwww組件的一部分。
W3C建立了Arena網頁瀏覽器作為HTML3、CSS、PNG和其他特性如Libwww的試驗平台和測試工具，但在beta 3之後，Arena被Amaya取代。2003年9月2日，W3C由於缺乏資源而停止了Libwww的開發。基於其為開放原始碼的特性，任何人都能為Libwww付出一點心力，這也確保了Libwww能一直進步，成為更有用的軟體。
使用Libwww的應用程式，如被廣泛使用的Lynx及Mosaic即是用Libwww所寫成的。

## 外部連結
- 官方网站
- Libwww Hackers （页面存档备份，存于）
- Libwww Architecture （页面存档备份，存于）